# Cyriaka
Cyriaka, známá také jako Dominika, byla římská vdova a patronka svatého Vavřince, která zemřela jako mučednice.

## Život
Cyriaka byla bohatá římská vdova, která poskytovala útočiště pronásledovaným křesťanům. Svatý Vavřinec využíval její dům v Římě k rozdávání jídla chudým. Po jeho smrti přenesla jeho ostatky do katakomby, která byla vykopána do kopce na pozemku, který vlastnila. Teď se zde nachází bazilika svatého Vavřince za hradbami.
Zemřela jako mučednice, pro svou víru byla zbičována k smrti.
Svatá Cyriaka je připomínána 21. srpna.